# Естел Манор (Њу Џерзи)
Естел Манор (енгл. Estell Manor) град је у америчкој савезној држави Њу Џерзи. По попису становништва из 2010. у њему је живело 1.735 становника.

## Демографија
Према попису становништва из 2010. у граду је живело 1.735 становника, што је 150 (9,5%) становника више него 2000. године.
| Група             | 2000.         | 2010.         |
| Белци             | 1.482 (93,5%) | 1.659 (95,6%) |
| Афроамериканци    | 57 (3,6%)     | 16 (0,9%)     |
| Азијати           | 5 (0,3%)      | 28 (1,6%)     |
| Хиспаноамериканци | 15 (0,9%)     | 18 (1,0%)     |
| Укупно            | 1.585         | 1.735         |